# Forza Motorsport 4
Forza Motorsport 4 ist eine Rennsimulation für die Xbox 360, die von Microsoft entwickelt wurde. Es ist der Nachfolger des 2009 erschienenen Forza Motorsport 3. Das Spiel wurde im Herbst 2011 veröffentlicht. Auf Grund der großen Datenmenge wurde das Spiel auf zwei Discs ausgeliefert, wobei nur die erste zwingend erforderlich war während die zweite zusätzliche Strecken und Autos enthält. Für Xbox-Live-Mitglieder wurde die Demo von Forza Motorsport 4 zum Download freigegeben.

## Spielprinzip
Forza Motorsport 4 ist, als Nachfolger von Forza Motorsport (Xbox), Forza Motorsport 2 (Xbox 360) und Forza Motorsport 3 (Xbox 360), ein realistischer Autorennsimulator, der exklusiv für die Xbox 360 veröffentlicht wurde.
Das Spiel beinhaltet modifizierbare Autos von 80 Herstellern und viele bekannte Rennstrecken wie Le Mans, Laguna Seca oder den Sebring International Raceway, aber auch fiktive Strecken wie Maple Valley oder die Berner Alpen.
Grundsätzlich wird das Spielprinzip von Forza Motorsport 3 übernommen, jedoch wurden einige Änderungen eingebaut, um das Spiel auch für Gelegenheitsspieler interessant zu machen. So ist es beispielsweise möglich, das Spiel mit nur einem Knopf zu steuern, wenn alle Fahrhilfen eingeschaltet sind. Außerdem wurde die auch aus Forza Motorsport 3 bekannte Rückspulfunktion eingebaut, die es ähnlich wie bei Race Driver: GRID erlaubt, begangene Fahrfehler rückgängig zu machen, indem das Geschehen auf den Zeitpunkt vor dem Fahrfehler gesetzt wird.
Die aus Forza Motorsport 3 bekannte Cockpit-Ansicht für jedes der Autos und der verbesserte Editor, mit dem es möglich ist, kurze Filme zu erstellen und diese Online zu veröffentlichen, ist auch im vierten Teil der Serie wieder vorhanden.

## Kinect
Das Spiel besitzt einige Kinect-Möglichkeiten, wie das Bedienen des Menüs per Sprachbefehl, Headtracking, um beim Fahren aus dem Auto nach links/rechts zu schauen oder sogar komplett den Wagen mit seinen Händen zu steuern.
Weiterhin kann Kinect bei Online-Partien als Mikrofon für den Sprachchat genutzt werden, wodurch der Einsatz eines separaten Headsets entfällt.

## Mehrspieler / Online-Part
Für Xbox-Live-Gold-Mitglieder steht eine Interaktion mit anderen Spielern und seinen Xbox-Live-Freunden dank Auto-Clubs, Rivalenmodus und einem 16-Spieler-Mehrspielermodus zur Verfügung.
VIP-Spieler (Käufer der Collector´s Edition) erhalten in regelmäßigen Abständen spezielle Autos vom Spielentwickler. Diese zeichnen sich in der Regel durch besondere Tuning-Setups und/oder Lackierungen aus.

## Wertungen
- JALOPNIK: „Unfassbar Realistisch“
- 1UP, G4, GAME INFORMER, IGN.COM: „Bestes Rennspiel“ E3 2011

## Kritik
- Aus lizenzrechtlichen Gründen gab es in der ursprünglichen Fassung des Spiels keine Fahrzeuge von Porsche, da die Rechte hierfür bei der Electronic Arts liegen. Immerhin gibt es Fahrzeuge von RUF, einem Automobilhersteller, welcher auf Basis von Porsche-Rohkarosserien eigene Fahrzeuge produziert. Allerdings kündigte Microsoft am 5. März 2012 an, dass man das Lizenzenproblem mit EA gelöst habe und dadurch am 22. Mai ein Porsche-Erweiterungspack veröffentlichen werde, in dem 30 Fahrzeuge enthalten sind[1][2]